# Giordano Piccinotti
Mons. Giordano Piccinotti, S.D.B. (* 23. února 1975, Manerbio) je italský římskokatolický duchovní, arcibiskup, salesián a předseda Správy majetku Apoštolského stolce.

## Život
Narodil se 23. února 1975 v Manerbiu.
Roku 1997 vstoupil do noviciátu Salesiánů Dona Boska v Pinerolo. Dne 12. září 2004 složil své věčné řeholní sliby. Dne 17. června 2006 jej biskup Francesco Beschi vysvětil na kněze. Poté pokračoval ve studiu spirituální teologie na Papežské salesiánské univerzitě v Římě. Působil jako ředitel Fondazione Opera Don Bosco nel Mondo v Luganu a Fondazione Opera Don Bosco v Milánu.
Dne 6. ledna 2023 jej papež František jmenoval podsekretářem Správa majetku Apoštolského stolce a 2. října předsedou této správy. Dne 31. ledna 2024 byl jmenován titulárním arcibiskupem z Gradiscy. Biskupské svěcení přijal 20. dubna 2024 z rukou kardinála Emila Paula Tscherrig a spolusvětiteli byli kardinál Cristóbal López Romero a biskup Lucas Van Looy.